# Quid (ouvrage)
Pour les articles homonymes, voir Quid.
Le Quid est un ouvrage encyclopédique français en un seul volume à parution annuelle, de 1963 à 2007, qui avait l'ambition de rassembler sous une forme très condensée, souvent en style télégraphique et avec maintes abréviations, le maximum d'informations chiffrées sur les faits les plus variés. Il était divisé en plusieurs grandes rubriques (personnalités, médecine, arts, États et territoires, vie quotidienne, sports, etc.) qui n'étaient généralement pas disposées dans le même ordre d'une année sur l'autre. Dominique Frémy, qui l'avait créé en 1963, en était l'auteur accompagné de sa femme Michèle Frémy.
Son premier slogan, « Tout sur tout… et un peu plus que tout », a été remplacé par « Tout sur tout… tout de suite. »

## Historique
La première édition paraît chez Plon en mars 1963,, tirée à 20 000 exemplaires ; elle a la taille d'un livre de poche de 632 pages, sans aucune illustration. Outre une table des matières succincte, le Quid comporte un index de dix pages. L'auteur le présente comme un ouvrage « complet, actuel, pratique et facile à consulter ». Il annonce une réédition annuelle. L'édition suivante, parue au troisième trimestre 1964, d'un format à peine plus grand, atteint 824 pages et se présente sous une reliure cartonnée.
Le Quid est d'abord édité aux éditions Plon (1963 à 1974) puis aux éditions Robert Laffont (1975 à 2007). L'encyclopédie grossit régulièrement pour atteindre le volume d'un gros dictionnaire : plus de 2 200 pages pour l'édition 2007. Les dernières éditions sont cosignées par Michèle Frémy, l'épouse de Dominique Frémy.
Étant moins cher qu'une encyclopédie en plusieurs volumes, les ventes oscillent entre 300 000 et 400 000 exemplaires, en moyenne, dans les années 1990. Et presque un acheteur sur cinq achète la nouvelle édition chaque année,.
L'encyclopédie a eu pour partenaires RTL (de 1970 à 2003 et en 2006), Europe 1 (en 2004, 2005 et 2007), LCI (en 2006) et I-Télé (en 2007).
Face à la concurrence d'Internet, les ventes baissent les dernières années,. Le contrat qui lie Robert Laffont à l'auteur et à la Société des encyclopédies QUID étant arrivé à échéance, l'édition 2008 ne paraît pas en librairie. En 2007, Dominique Frémy annonce que le Quid ne sera plus édité sur papier, victime de la disponibilité gratuite des informations sur Internet. La dernière édition est donc celle de 2007.

### Données
- 2 500 000 informations (revues par un réseau de 11 000 spécialistes du monde entier)[6] ;
- 37 millions de caractères d'imprimerie (l'équivalent de 100 livres de poche) pour l'édition 1997 (2,5 millions pour l'édition de 1963)[7] ;
- 100 000 informations nouvelles pour la dernière édition 2007[2] ;
- 500 000 exemplaires vendus par an pour l'édition papier 2000 à 200 francs l'unité (soit environ 100 millions de chiffre d'affaires)[8].
- 900 m2 de livres, de coupures, de statistiques ou de bulletins nichés dans d'anciens locaux administratifs parisiens (chiffre de l'année 1999)[9]. Les locaux se trouvaient rue de l'Université, puis lorsque l'encyclopédie a cessé de paraître, il a fallu rapatrier les kilomètres d'archives. Aux alentours de 2007-2008, une partie du fonds documentaire a trouvé abri dans le Loiret, une autre chez un stockeur. La Société des encyclopédies Quid s'est quant à elle repliée dans un local parisien de 150 m2[2].

### Quidspécialisés
- Grand Quid illustré, en 18 volumes
- Quid de mai 68
- Quid de Proust
- Quid de Maupassant
- Quid d'Alexandre Dumas
- Quid de la tour Eiffel
- Grand Quid illustré des animaux[10]
- Quid des Présidents de la République et des candidats[11]
- Quid : le multimédia (supplément couleur du Quid 1996)
- Quid Monde : CD-Rom sur les États du monde dans Quid 1997[7]

### Internet
Sous la direction de Fabrice Frémy, fils du créateur, Quid a créé un site Web dont l'accès était en grande partie réservé aux détenteurs de l'édition papier jusqu'en octobre 1997.
La version en ligne, communément nommée Quid.fr, a ensuite été disponible en ligne gratuitement. Elle comprenait :
- Villes et villages de France (issu du fonds Brigitte et Michel de La Torre) : les 36 860 communes de France en fiches détaillées (surtout sur les grandes communes). Pour chaque commune, une fiche retraçait son histoire, indiquait ses principales données naturelles et humaines, répertoriait ses principaux monuments et curiosités (civils, militaires et religieux), les traits saillants de sa vie locale, ses ressources et productions… ;
- Atlas du monde : plus de 6 000 cartes, fonds de cartes, fiches et illustrations sur 208 États et territoires du monde (pays, régions, villes, sites historiques et naturels). Les vues satellites et le plan de 50 000 sites ;
- Dossiers quotidiens d'actualité.

En 2007, le site recevait chaque mois environ 1 million de visiteurs uniques, mais il restait déficitaire. Il est inaccessible depuis mars 2010.

### Quid Magazine
En mars 2011, les éditions Robert Laffont lancent Quid Magazine, un bimestriel « no 1 pour tout savoir », mais qui ne connaîtra qu'un numéro.

## Controverses et critiques

### Négationnisme
Les sociétés des encyclopédies Quid et Robert Laffont ont été condamnées le 6 juillet 2005 par le tribunal de grande instance de Paris, puis relaxées le 7 mars 2007 par la cour d'appel de Paris, en raison de la présentation du génocide arménien de 1915 dans les éditions 2002, 2003 et 2004, en présentant les positions turques et arméniennes sur l'événement.
En 2001 et 2002, déjà, le Quid avait été poursuivi pour avoir mentionné sans commentaire, dans l'article sur Auschwitz, une « évaluation » du négationniste Robert Faurisson, qui sous-estime le nombre de victimes du camp d'extermination d'un facteur 10 par rapport au nombre communément admis par la majorité des historiens,,. La promesse faite par les éditeurs du Quid de retirer ce chiffre de l'édition 2003 n'a pas été tenue. Ce chiffre a finalement été retiré à partir de l'édition 2004. Il était présent depuis 1997. Il clôturait un passage de l'article « Auschwitz » énumérant une liste d'évaluations du nombre de victimes. Cette liste est en fait intégralement recopiée d'un tract négationniste de Faurisson paru en 1995 et visant à discréditer les témoignages et les études sur Auschwitz,.
Pour Gilles Karmasyn, « l'examen attentif du contenu de l'encart du Quid sur les révisionnistes révèle une complaisance et surtout un silence, ou plutôt un camouflage systématique sur tous les éléments négatifs du « révisionnisme » (notamment ses aspects antisémites et frauduleux) qui confirment le diagnostic de l'infiltration du Quid par un sympathisant négationniste. »

### Qualité du contenu
Dans un article du Nouvel Observateur daté du 4 décembre 1978 de Jean-Claude Zylberstein, il est fait plusieurs reproches à Dominique et Michèle Frémy, dont le désordre des rubriques ainsi que le choix des personnalités incluses dans le Quid 1979, la part des artistes de variété étant jugée trop importante par rapport aux scientifiques et philosophes. Toutefois, Zylberstein apprécie que le Quid regroupe de nombreux renseignements dans un volume restreint pour un prix modéré.